# Landamäre
Landamäre betyder gräns och används numera mest i det fasta uttrycket ”inom [Sveriges etc.] landamären”. Det senare ledet i ordet finns belagt i anglosaxiska och medelnederländska med betydelsen gräns eller gränsstolpe och är rotbesläktat med latinets murus, 'mur'.
Handskrift KB B 59 innehåller Äldre västgötalagen samt ett antal andra texter, däribland en kungalängd.  I denna står om kung Emund slemme att han och Sven Tveskägg drog upp gränsen mellan Sverige och Danmark. Men gränsläggningen antas oftast ha skett på 1050-talet då Sven Estridsson var regerande kung i Danmark. Av kungakrönikan i KB B 58 med Yngre Västgötalagen sägs om kung Emund slemme "att han gjorde gräns mellan Sverige och Danmark så som sägs i Landamären”. Uttrycket syftar på berättelsen om gränsläggningen mellan de två länderna. I handskriften har stycket senare fått, den helt missvisande, rubriken ”Konungabalk”. Berättelsen har i litteraturen i stället kallats ”Danaholmsfördraget” efter den holme, Danaholmen, där kungarna enligt en senare tillkommen uppfattning skulle ha träffats. Ivar Lindquist visade 1941 
 
att orden om Danaholmen egentligen hörde ihop med en annan småtext, med en förteckning rörande Västergötlands gränser, och föreslog att gränsläggningsberättelsen skulle kallas ”Landamæri 1” och förteckningen om Västergötlands gränser ”Landamæri 2”. Så har skett i en del litteratur sedan dess.